# Lucinda Brand
Lucinda Brand (ur. 2 lipca 1989 w Dordrecht) – holenderska kolarka szosowa i przełajowa, czterokrotna medalistka szosowych mistrzostw świata.

## Kariera
Pierwszy sukces w karierze Lucinda Brand osiągnęła w 2011 roku, kiedy zdobyła brązowy medal w wyścigu ze startu wspólnego podczas szosowych mistrzostw Europy U-23. Na rozgrywanych rok później mistrzostwach świata w Valkenburgu w barwach zespołu AA Drink-Leontien.nl zdobyła brązowy medal w drużynowej jeździe na czas. Od 2013 roku jeździ w zespole Rabobank Women, z którym zdobyła srebrny medal w drużynowej jeździe na czas na mistrzostwach świata we Florencji. Nie brała udziału w igrzyskach olimpijskich. Ponadto w 2013 roku została mistrzynią Holandii w wyścigu ze startu wspólnego. W 2017 roku na mistrzostwach świata w Bergen wraz z drużyną Team Sunweb zdobyła złoty medal w jeździe drużynowej. Rok później w Innsbrucku zajęła trzecie miejsce.
Startuje także w kolarstwie przełajowym. Największym jej sukcesem jest zdobyty w 2019 roku tytuł wicemistrzyni świata w Bogense.